# Roquiague
Roquiague ist eine französische Gemeinde mit 121 Einwohnern (Stand 1. Januar 2022) im Département Pyrénées-Atlantiques in der Region Nouvelle-Aquitaine (vor 2016: Aquitanien). Die Gemeinde gehört zum Arrondissement Oloron-Sainte-Marie und zum Kanton Montagne Basque (bis 2015: Kanton Mauléon-Licharre).
Der Name in der baskischen Sprache lautet Arrokiaga. Die Einwohner werden entsprechend Arrokiagatar genannt.

## Geographie
Roquiague liegt ca. 30 km westlich von Oloron-Sainte-Marie in der historischen Provinz Soule im französischen Teil des Baskenlands.
Umgeben wird Roquiague von den Nachbargemeinden:
| Mauléon-Licharre          | Chéraute                                    |        |
| Gotein-Libarrenx Menditte | Kompassrose, die auf Nachbargemeinden zeigt | Barcus |
| Sauguis-Saint-Étienne     |                                             |        |

Roquiague liegt im Einzugsgebiet des Flusses Adour.
Der Lausset, auch Locé genannt, ein Nebenfluss des Gave d’Oloron, durchquert das Gebiet der Gemeinde zusammen mit seinen Nebenflüssen, dem Ruisseau Bassagaits und dem Ruisseau Ascania.

## Geschichte
Roquiague war im Mittelalter bekannt für sein Priorat des Bistums Oloron, das Pilger auf ihrem Weg nach Santiago de Compostela empfing.
Toponyme und Erwähnungen von Roquiague waren:
- Aroquiaga und Aroquiague (1478 bzw. 1495, Verträge von Ohix, Notar von Soule, Blatt 17 und 79) und
- Roquiague (1750, 1793 und 1801, Karte von Cassini, Notice Communale bzw. Bulletin des Lois).[4][5][6]

### Einwohnerentwicklung
Nach einem Höchststand von rund 350 Einwohnern in der ersten Hälfte des 19. Jahrhunderts fiel die Einwohnerzahl bei kurzzeitigen Phasen der Erholung bis heute zurück.
| Jahr      | 1962 | 1968 | 1975 | 1982 | 1990 | 1999 | 2006 | 2009 | 2022 |
| --------- | ---- | ---- | ---- | ---- | ---- | ---- | ---- | ---- | ---- |
| Einwohner | 155  | 157  | 167  | 150  | 130  | 127  | 124  | 123  | 121  |

## Sehenswürdigkeiten
- Pfarrkirche, gewidmet Katharina von Alexandrien. Sie wurde im Mittelalter in Verbindung mit dem Priorat errichtet. Die Kirche wurde vermutlich zeitlich nach der Pilgerherberge gebaut, um den Pilgern ein Gotteshaus bei ihrer Rast anzubieten. Die sichtbaren Schäden am Gebäude lassen vermuten, dass die Kirche im 16. Jahrhundert in den Hugenottenkriegen verwüstet wurde. Der Glockengiebel der heutigen Kirche hat eine Tourelle als Aufsatz. Das Dach ist wie bei den meisten Gebäuden in der Soule stark geneigt.[9] Im Vorbau sind mehrere Grabplatten in den Boden eingelassen, an der Wand stehen alte, christliche Grabkreuze. In der baskischen Tradition hatte jedes Haus seinen Platz für eine Grabstätte in der Pfarrkirche. Alle Mitglieder des Hauses wurden dort bestattet und eine Grabplatte, genannt jarleku, war der Ort, an dem die Hinterbliebenen trauern konnten. Die angesehenen Personen einer Gemeinde erhielten jedoch eine individuelle Grabstätte an der Kirchenwand oder im Eingang, wie in diesem Fall. Dies betraf vor allem Priester, Notabeln und Adelige. 1786 untersagte der Bischof von Bayonne diese Praxis, aber es dauerte einige Jahrzehnte, bis sich alle Basken an dieses Dekret gehalten haben.[10] Die Kirche besitzt im Innern eine Empore auf einer Ebene mit mehreren Reihen von Kirchenbänken, die von einer Innen- und einer Außentreppe erreicht werden kann. Wie in allen Kirchen des Baskenlandes üblich, halten sich Männer und Frauen während einer Messe getrennt auf. Deshalb haben die meisten Kirchen mindestens eine Empore, deren Plätze den Männern vorbehalten sind, während die Frauen im Erdgeschoss Platz nehmen. Diese ist ganz aus Holz in einem nüchternen Stil gearbeitet.[11] Das Altarretabel ist aus vergoldetem Holz und besitzt drei Ebenen mit Flügeln an den Enden. Es ist reich verziert mit Flachreliefs, Statuetten, Köpfen von Cherubinen und Pflanzenornamenten. Der Tabernakel ist wie in den meisten Fällen direkt in das Retabel integriert. Das Ganze wird durch ein Kruzifix in der Mitte beschützt.[12] Die Kirche birgt ein Gemälde mit der Darstellung der heiligen Katharina. In ihrer Hand trägt sie die Märtyrerpalme. Sie steht aufrecht auf Holzteilen und Schneidewerkzeugen, Anspielungen auf ihre Folter und ihre Enthauptung. Ein Heiligenschein über ihrem Kopf unterstreicht ihre Heiligkeit.[13]

## Wirtschaft und Infrastruktur

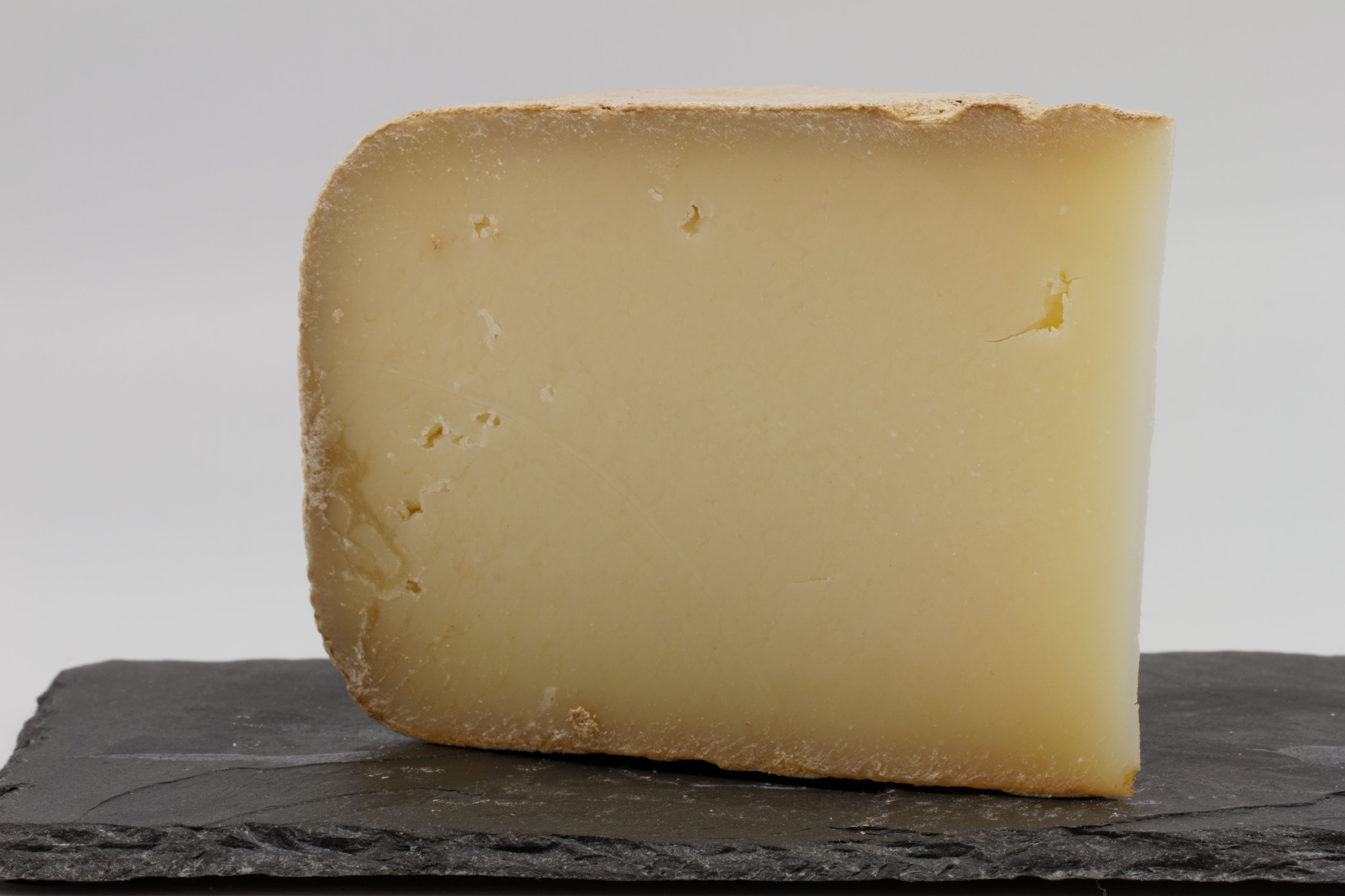
Ossau-Iraty

Die Landwirtschaft ist traditionell einer der wichtigsten Wirtschaftsfaktoren der Gemeinde. Gleichwohl versucht die Gemeinde, den Tourismus zu entwickeln. Roquiague liegt in den Zonen AOC des Ossau-Iraty, eines traditionell hergestellten Osserain-Rivareyte Schnittkäses aus Schafmilch, sowie der Schweinerasse und des Schinkens „Kintoa“.

### Verkehr
Roquiague ist erreichbar über die Route départementale 24, von der die Route départementale 624 in das Zentrum der Gemeinde führt.